# 隼人堀川
隼人堀川（はやとほりかわ）は、埼玉県北東部を流れる河川である。当項では隼人堀川の源流に当たる栢間堀についても述べる。

## 概要
1594年（文禄3年）に利根川の本流であった会の川を仕切り流路が変更されたため、利根川から分流する日川の水量が減少した。これに伴い後背湿地を開発する事が可能になり備前堀、庄兵衛堀、姫宮堀、三ヶ村落堀などと共に農業排水路として開削された。
また、上流部は1728年（享保十三年）に井澤弥惣兵衛為永による栢間沼の干拓の際に排水路として開削された。以前は庄兵衛堀川の合流地点より下流を隼人堀川、上流側を栢間堀と呼んでいたが、現在は河川行政上、管理起点より下流を通して隼人堀川と呼ばれている。1919年（大正8年）から野通川伏越から下流にかけての河川改修工事が行なわれ、1930年（昭和5年）に完成している。
久喜市菖蒲区域より流下する農業排水路の栢間堀川（中落堀）が三十六間樋管（昭和初期竣工）を流れ、野通川・埼玉県道5号さいたま菖蒲線・見沼代用水の下部を横断し、白岡市柴山の三十六間樋管の吐口が隼人堀川の管理起点となる。主として水田地域の中を流れ、白岡市・宮代町・春日部市を流下し大落古利根川へと至る。途中、白岡市篠津地区にて星川と交差する箇所を伏越している。詳細な流路に関しては以下の流路節を参照されたい。
合流
- 沼落
- 庄兵衛堀川
- 三ヶ村落堀
- 新堀排水路

## 流路
- 源流：栢間堀川（中落堀）

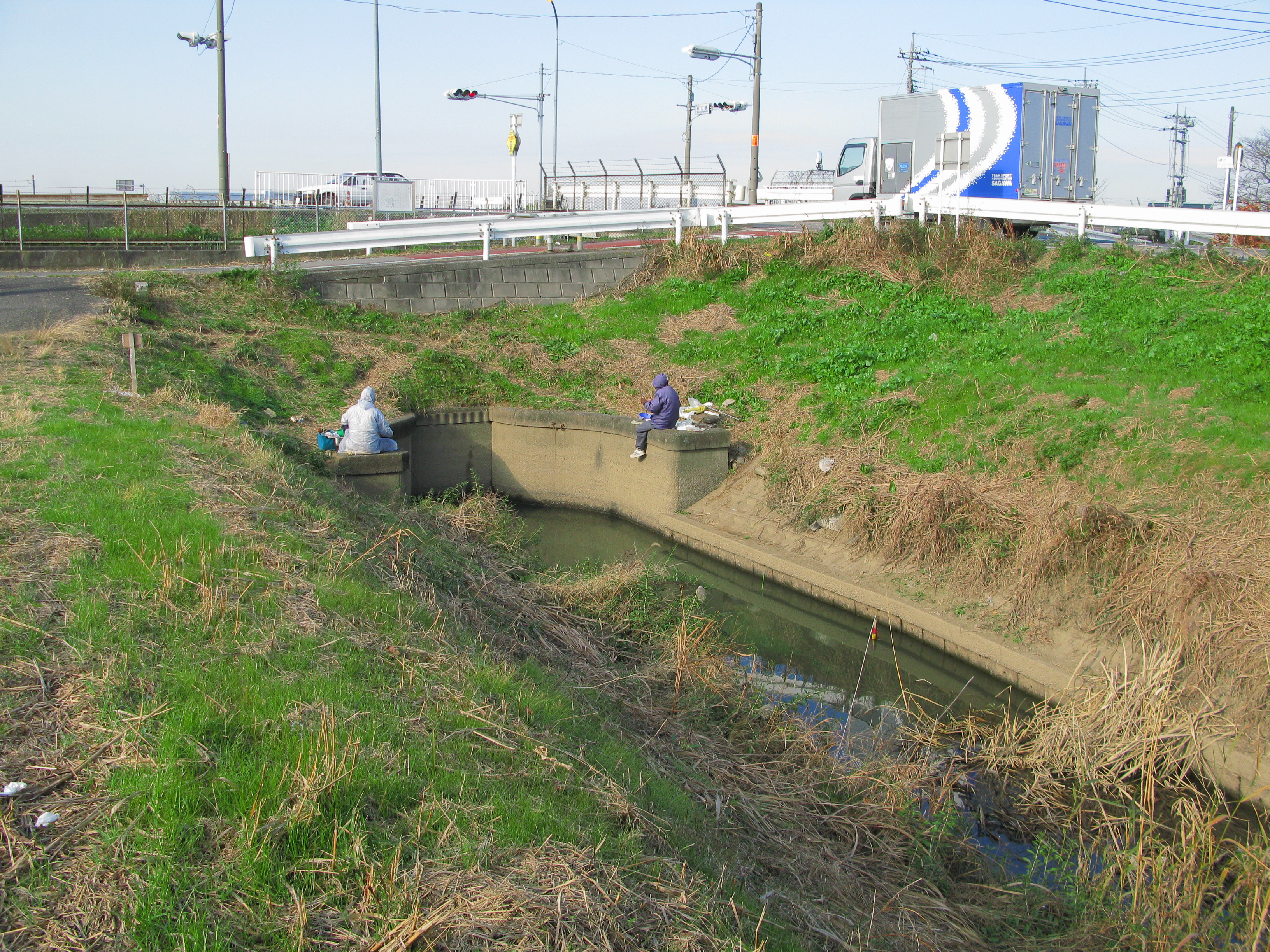
隼人堀川起点（埼玉県白岡市）

- 起点：埼玉県白岡市柴山の三十六間樋管の吐口
- 三十六間樋管の吐口より栢間堀川から隼人堀川へと名称が変わる。
- 大字荒井新田を東へ流れる。
- 白岡市立大山小学校の南側を流れる。
- 国道122号を横断する。
- 大字下大崎を東へ流れる。「円明橋」の下流側にて西南西より流下してくる沼落が流入する。
- 埼玉県道87号上尾久喜線を横断する。
- 大字篠津で元荒川の北側を並行し東へ流れる。
- 埼玉県道3号さいたま栗橋線を横断し東へ流れる。
- 星川の下部を横断する。
- 埼玉県道78号春日部菖蒲線を横断し、水田の中を東へ流れる。
- 東北新幹線を横断し、直後に南東へ流路を変え水田を流れる。
- 白岡市立篠津中学校の南側にて北側より流下する庄兵衛堀川と合流する。
- 東北本線を横断し南東へ流れる。
- 埼玉県道78号春日部菖蒲線を横断する。
- 大字寺塚（北側）と大字小久喜（南側）の間を東へ流れる。
- 東北自動車道を横断する。
- 埼玉県道78号春日部菖蒲線を横断する。
- 白岡市立菁莪中学校（北側）と白岡市立菁莪小学校（南側）の間を東南へ流れる。
- 大字上野田（北側）と大字岡泉（南側）の間を南東へ流れる。この付近では西南西より流下してくる三ヶ村落堀が流入する。
- 日光御成街道を横断し東へと流路を変える。
- 大字太田新井を東へ流れる。
- 埼玉県道154号蓮田杉戸線を横断する。この付近より下流の地点にて、南西より流下してくる新堀排水路が流入する。
- 南埼玉郡宮代町字金原（北側）と春日部市内牧（南側）の間を東へ流れる。
- 金原運動公園の南側沿いを流れる。
- 宮代町字中を東へ流れる。
- 宮代町立前原中学校の南側を流れる。
- 宮代町字中・姫宮2丁目（北側）と春日部市内牧・梅田（南側）の間を東へ流れる。
- 東武伊勢崎線を横断する。
- 埼玉県道85号春日部久喜線を横断し、北側より流下する大落古利根川と合流し隼人堀川は終点となる。
- 終点：大落古利根川

## 流域自治体
埼玉県
白岡市、南埼玉郡宮代町、春日部市

## 橋梁
上流より 
- 筋違橋[5]
- 大栄橋[6]
- 陣屋前橋
- 釈迦堂橋
- 孤裏橋
- 隼人堀橋（国道122号）
- 橋架名不明
- 礼助橋
- 二本橋
- 円明橋（都市計画道路篠津柴山線[7]）
- 根金小橋（埼玉県道87号上尾久喜線）
- 中之橋（埼玉県道3号さいたま栗橋線）
- 坂下橋
- 高台橋（春日部菖蒲線旧道《市道》）
- 伏越橋
- 道上橋（埼玉県道78号春日部菖蒲線）
- 東北新幹線側道《市道》(橋架名不明）
- （東北新幹線）
- 篠津学校橋
- 二瀬橋梁（東北本線）[8]
- 新隼人堀川橋（埼玉県道78号春日部菖蒲線）
- 寺塚橋（春日部菖蒲線旧道《市道》）
- 上砂場橋（東北自動車道西側側道《市道》）
- （東北自動車道）
- 下砂場橋（埼玉県道162号蓮田白岡久喜線）
- 隼人橋
- 里大橋（埼玉県道78号春日部菖蒲線）
- 赤砂利橋
- 大日橋（春日部菖蒲線旧道《市道》）
- 菁莪学校橋
- 大徳寺橋[9]
- 義理橋
- 往環橋（埼玉県道65号さいたま幸手線（日光御成街道））

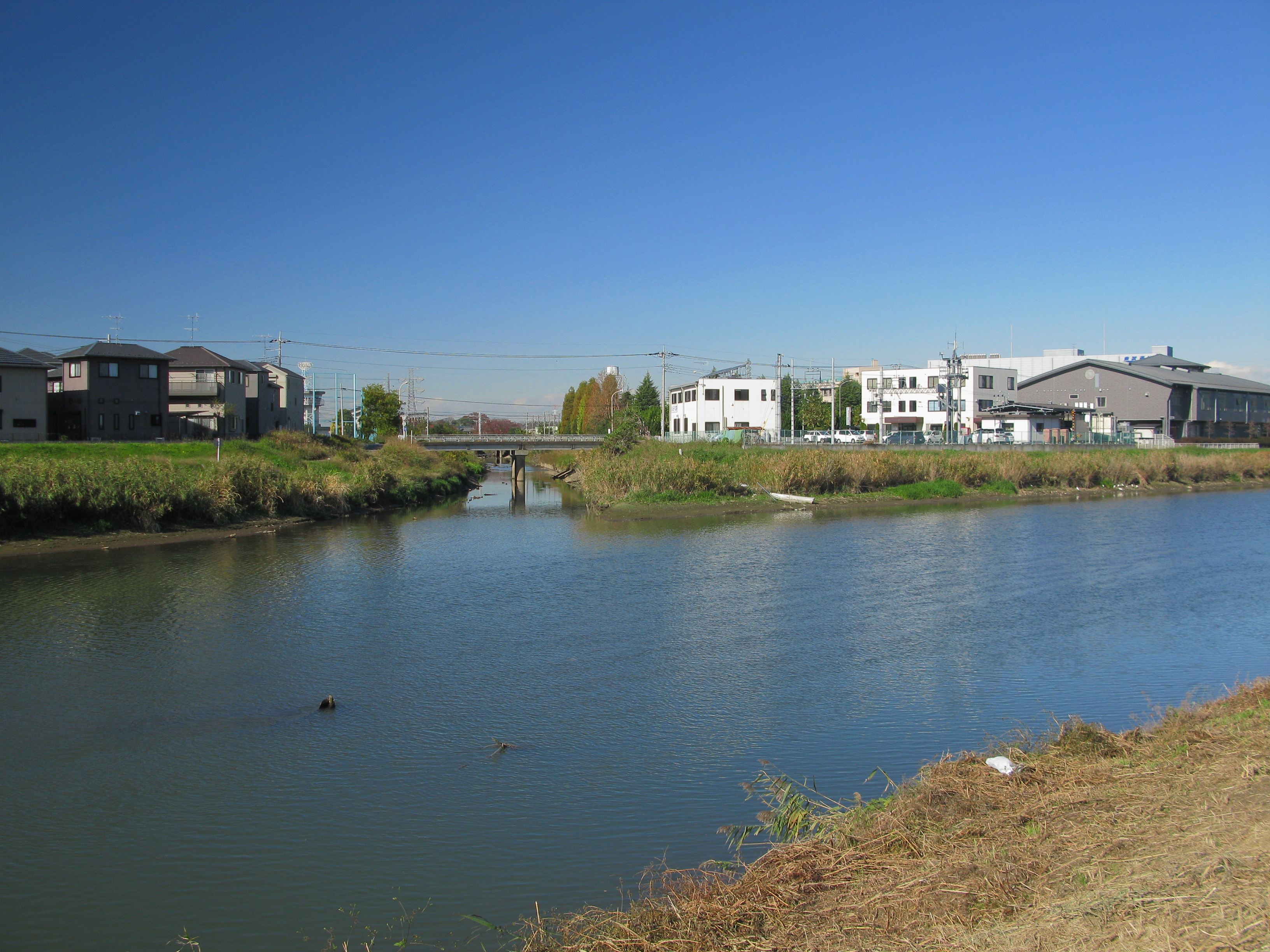
隼人堀川と大落古利根川の合流点

- 六兵衛橋[5]

- 海老島橋（埼玉県道154号蓮田杉戸線）
- 猫島橋
- 天沼橋
- 北橋
- 半縄橋
- 梅田人道橋[10]（宮代町春日部市境市町道）
- 隼人堀橋梁（東武伊勢崎線）[11]
- 三干貝橋（埼玉県道85号春日部久喜線）[6]

## 栢間堀
栢間堀（かやまほり）は、埼玉県久喜市菖蒲区域を流れる河川であり、庄兵衛堀川の合流地点より上流を指す（下流は隼人堀川）。中落堀（なかおとしぼり）とも称される。行政上は隼人堀川の一部である。

### 概要
かつて、現在の流路周辺に存在していた栢間沼において新田開発をする際、井沢弥惣兵衛為永により1728年（享保13年）に栢間堀（中落堀）とし、この一帯に開発した掘り上げ田からの排水路として整備された。このため、流路はおおよそかつての栢間沼の中央部を流下している。また今日の栢間沼は栢間堀川の調節池としての機能も果たしている。現在、流域周辺はほぼ全域水田などの農地の中を流下する。流末は隼人堀川へと至り終点となる。流路の詳細に関しては下記の流路節を参照されたい。
この川は隼人堀川の庄兵衛堀川との合流地点までの流路においても栢間堀川と称されていた。
合流
- 西浦用水

### 流路
- 久喜市菖蒲町下栢山の弁天沼の東部より埼玉県道12号川越栗橋線を横断し南東へ流下する。
- 菖蒲町下栢間の北部を南北埼広域農道に沿って菖蒲町下栢間字下在来を南東へ流下し、途中東北東へと流路を変える。
- 流域が菖蒲町柴山枝郷に差し掛かった付近にて北側に所在している栢間沼と接続する。
- 菖蒲町柴山枝郷の字新田・字小塚下など（菖蒲町柴山枝郷中南部）を東へ流下する。
- 菖蒲町柴山枝郷の東方、白岡市柴山との境界付近にて、北より流下してくる野通川の南側を並行し流下してくる西浦用水と合流し、本流は野通川および見沼代用水を伏せ越し白岡市柴山へ至る。同地へ至ると河川名が隼人堀川となり、栢間堀川は終点となる。
- 終点：隼人堀川

## 関連項目

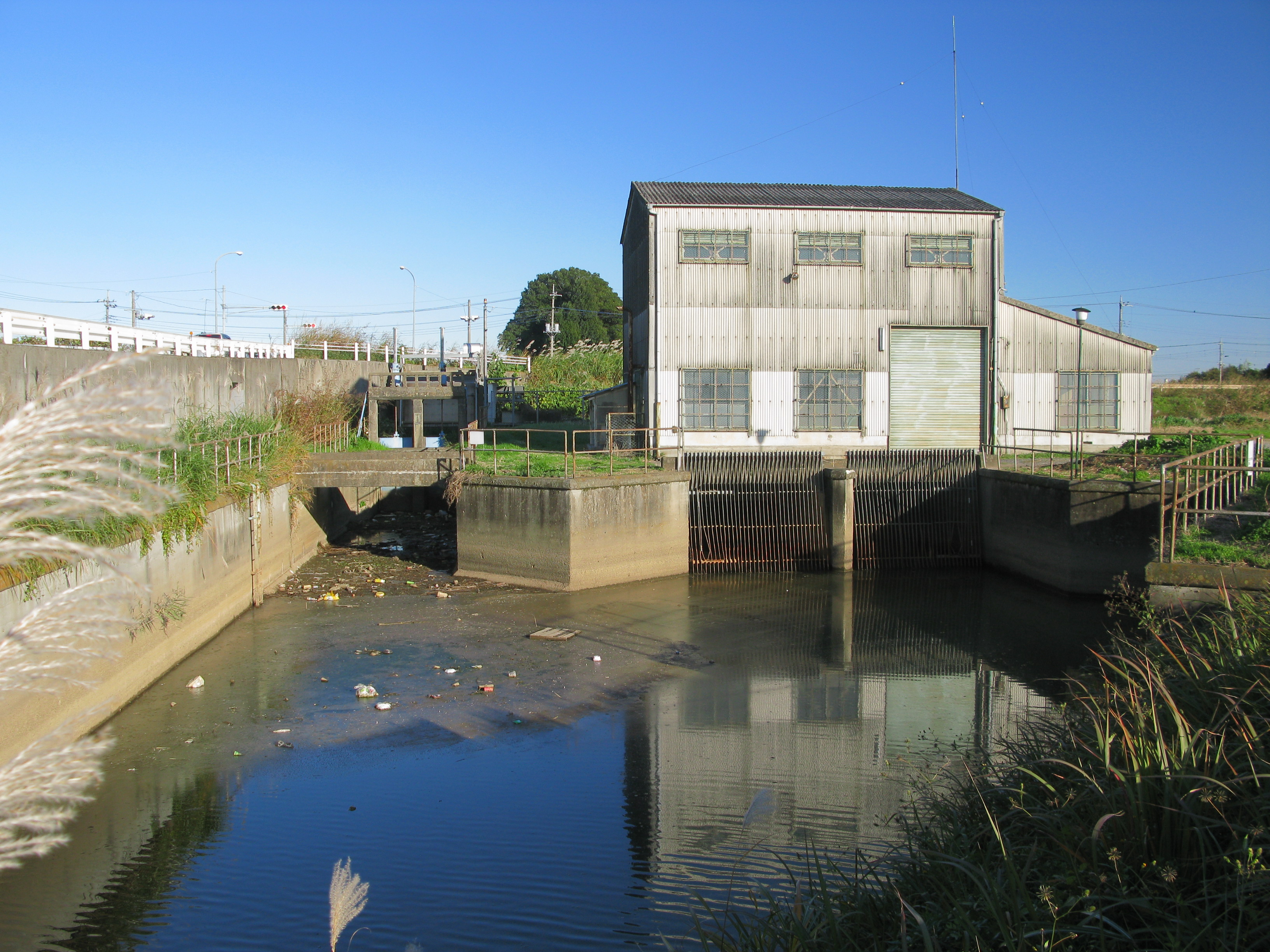
栢間堀川の終点、栢間排水機場

### 橋梁
- （埼玉県道12号川越栗橋線）
- （南北埼広域農道）
- （首都圏中央連絡自動車道）
- （南北埼広域農道）
- （埼玉県道5号さいたま菖蒲線）